# Капніст Дмитро Павлович
Граф Дмитро Павлович Капніст (5 (17) червня 1879, Полтава, Російська імперія — 6 липня 1926, Париж, Франція) — дворянин Російської імперії. Депутат Державної думи Російської імперії IV скликання від Полтавської губернії.

## Життєпис
Народився 17 червня 1879 року в Полтаві. Батько, Павло Олексійович, був чиновником та походив із роду Капністів (онук поета Василя Капніста, син декабриста Олексія Капніста); мати, Емілія Олексіївна Лопухіна, була дочкою московського чиновника Олексія Лопухіна.
1903 року закінчив юридичний факультет Санкт-Петербурзького університету.
У 1907—1908 роках служив товаришем прокурора Тамбовського окружного суду.
1910 року обраний предводителем дворянства Золотоніського повіту Полтавської губернії. Посаду обіймав до розпаду Російської імперії в 1917 році. Володів 200 десятинами землі.
1912 року обраний членом Державної думи Російської імперії IV скликання. Увійшов до фракції октябристів, а після її розколу — земців-октябристів. У 1915—1916 роках очолював Комісію із запитів. Під час розгляду питання щодо заборони відзначення 100-річчя з дня народження Тараса Шевченка виступав проти заборони.
Під час Російської революції 14 березня 1917 року Тимчасовий комітет Державної думи призначив Дмитра Капніста комісаром у Міністерстві внутрішніх справ. 20 березня призначений комісаром Тимчасового уряду з питань друку, наступного дня — головою Особливої комісії з ліквідації Головного управління у справах друку. Під керівництвом Дмитра Капніста було розроблено проєкти реорганізації Петроградського телеграфного агентства, законів «Про друк» та «Про установи у справах друку». З квітня — помічник головноуповноваженого Південного району Російського товариства Червоного Хреста. Під час Корніловського заколоту в серпні 1917 року був членом Державної наради.
Після жовтневого перевороту емігрував до Франції. Помер у Парижі, у клініці Вільжюїф, 6 липня 1926 року. Похований за два дні на цвинтарі Вілетт.

## Родина
Одружився із Ольгою Федорівною Бантиш (1896—1943). У сім'ї народився син Олексій (9 жовтня 1916, Петроград — 18 лютого 1993, Париж).